# Gliese 581 e
Gliese 581 e is de vierde exoplaneet rond Gliese 581. Gliese 581 is een rode dwerg en is 20,5 lichtjaar van ons verwijderd. Deze ster bevindt zich in het sterrenbeeld Weegschaal.

## Ontdekking
De planeet werd ontdekt door een observatorium van Genève door het team van Michel Mayor. De ontdekking werd aangekondigd op 21 april 2009.

## Karakteristieken
De exoplaneet is 1,9 keer de massa van de Aarde. Het is de kleinste exoplaneet rond een normale ster die tot nu toe is ontdekt. Deze planeet is 0,03 AE van zijn ster verwijderd. Hij is zo dicht bij de ster, dat leven daar niet mogelijk is vanwege een te hoge temperatuur en een te sterke door de ster uitgezonden straling. De planeet draait in 3,15 dagen rond Gliese 581.